# Patrice Evra
Patrice Latyr Evra (Dakar, Senegal, 15 de mayo de 1981) es un exfutbolista senegalés nacionalizado francés que jugaba de defensa o lateral y actual artista marcial mixto.

## Trayectoria

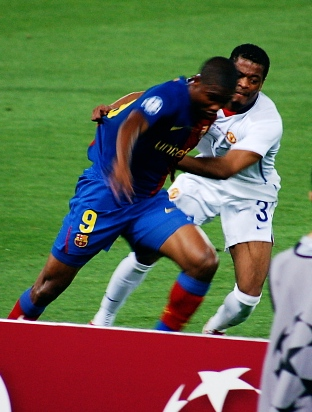
Evra marcando a Eto´o en la final de la Champions League jugando para Manchester Unided

Patrice Evra es hijo de un diplomático, llegó pronto a Europa por Bruselas donde su padre fue enviado cuando él era muy joven. Fue criado en Les Ulis, departamento de Essonne, en Francia donde vivió desde 1984 hasta 1998. Evra empezó su carrera como futbolista en el equipo juvenil del París Saint-Germain antes de pasar al S. C. Marsala, equipo de la Serie C de Italia, donde comenzó a hacerse un nombre y fue apodado La Gacela Negra. La siguiente temporada la jugaría en al Monza de la Serie B.
Fue traspasado al Olympique de Niza y luego al A. S. Monaco en 2002. En el Monaco, Patrice fue parte del equipo que se coronó campeón de la Copa de la Liga de Francia y que llegó a la final de la Liga de Campeones de la UEFA en 2004. Evra firmó un contrato con el Manchester United el 10 de enero de 2006 por cerca de 5,5 millones de libras y tres años y medio de duración, proveniente del Monaco; justo después de la adquisición de Nemanja Vidić. Hizo su debut el 14 de enero en una derrota por 3-1 contra el Manchester City en la Premier League.
Hizo su primera actuación en Old Trafford ante el Liverpool con una victoria por 1-0. Evra tuvo dificultades en adaptarse al estilo inglés, pero demostró su gran rendimiento en la temporada 2006-07. El 29 de noviembre de 2006, marcó su primer gol en el equipo ante el Everton. Recuperado de una lesión, volvió al campo de juego el 10 de abril de 2007, en el famoso partido de la Liga de Campeones de la UEFA ante la A. S. Roma, donde colaboró en el 7-1 final. Posteriormente, ganaría la UEFA Champions League en esa misma temporada, el título más importante de su carrera en el Manchester United. El 21 de julio de 2014, se dio por oficial el fichaje de Evra por la Juventus de Turín. Tras dos años y medio allí, decide abandonar la Vecchia Signora por falta de continuidad en el último tiempo, por lo que a fines de enero de 2017 acordó su salida y recaló en el Olympique de Marsella, marcando así su retorno a Francia.
El 2 de noviembre del 2017 fue expulsado en un partido del Marsella frente al Vitória Guimaraes de la Europa League 2017-18, porque en el calentamiento pateó en la cara a un aficionado. Días después fue despedido del Olympique de Marsella y sancionado siete meses por la UEFA.
El 7 de febrero de 2018 se confirmó su fichaje por el West Ham United de la Premier League inglesa hasta el final de la misma temporada, sin embargo el 24 de mayo del mismo año rescindió su contrato con el club quedando libre a los 37 años.
El 29 de julio de 2019 anunció que colgaba las botas y que se formaría como entrenador.
En agosto de 2020 jugó un partido con el Brentham F. C., equipo inglés de nivel aficionado, como preparación del Soccer Aid.

## Selección nacional
Ha sido internacional con la selección de fútbol de Francia en 81 ocasiones. Debutó el 18 de agosto de 2004, en un encuentro amistoso ante la selección de Bosnia y Herzegovina que finalizó con marcador de 1-1. Fue incluido en la escuadra final de Francia que viajó a Sudáfrica para disputar la Copa Mundial de Fútbol de 2010.
Fue titular en todos los encuentros que Francia jugó pero no pudo evitar la vergonzosa campaña de su selección pues fue eliminada en fase de grupos y quedó en la última posición del Grupo A sin ganar ningún partido. El 13 de mayo de 2014, el entrenador de la selección francesa Didier Deschamps lo incluyó en la lista final de 23 jugadores que representaron a Francia en la Copa Mundial de Fútbol de 2014.

### Participaciones en Copas del Mundo
| Mundial                        | Sede      | Resultado        |
| ------------------------------ | --------- | ---------------- |
| Copa Mundial de Fútbol de 2010 | Sudáfrica | fase de grupos   |
| Copa Mundial de Fútbol de 2014 | Brasil    | Cuartos de final |

### Participaciones en Eurocopas
| Eurocopa      | Sede              | Resultado        |
| ------------- | ----------------- | ---------------- |
| Eurocopa 2008 | Austria y Suiza   | Primera fase     |
| Eurocopa 2012 | Polonia y Ucrania | Cuartos de final |
| Eurocopa 2016 | Francia           | Subcampeón       |

## Estadísticas

### Clubes
| S. C. Marsala · Italia | 3.ª           | 1998-99       | 26  | 3  | 0  | 0  | 0 | 0 | 0   | 0 | 0 | 26  | 3  | 0  |
| S. C. Marsala · Italia | Total club    | Total club    | 26  | 3  | 0  | 0  | 0 | 0 | 0   | 0 | 0 | 26  | 3  | 0  |
| A. C. Monza · Italia | 2.ª           | 1999-00       | 3   | 0  | 0  | 4  | 0 | 0 | -   | - | - | 7   | 0  | 0  |
| A. C. Monza · Italia | Total club    | Total club    | 3   | 0  | 0  | 4  | 0 | 0 | -   | - | - | 7   | 0  | 0  |
| O. G. C. Niza Francia | 2.ª           | 2000-01       | 5   | 0  | 0  | 0  | 0 | 0 | -   | - | - | 5   | 0  | 0  |
| O. G. C. Niza Francia | 2.ª           | 2001-02       | 35  | 0  | 0  | 2  | 0 | 0 | -   | - | - | 37  | 1  | 0  |
| O. G. C. Niza Francia | Total club    | Total club    | 40  | 0  | 0  | 2  | 0 | 0 | -   | - | - | 42  | 0  | 0  |
| A. S. Monaco F. C. Mónaco | 1.ª           | 2002-03       | 36  | 2  | 0  | 5  | 0 | 0 | -   | - | - | 41  | 2  | 0  |
| A. S. Monaco F. C. Mónaco | 1.ª           | 2003-04       | 33  | 0  | 1  | 1  | 0 | 0 | 13  | 0 | 1 | 47  | 0  | 2  |
| A. S. Monaco F. C. Mónaco | 1.ª           | 2004-05       | 36  | 0  | 0  | 7  | 1 | 0 | 9   | 0 | 0 | 52  | 1  | 0  |
| A. S. Monaco F. C. Mónaco | 1.ª           | 2005-06       | 15  | 0  | 1  | 1  | 0 | 0 | 7   | 0 | 1 | 23  | 0  | 2  |
| A. S. Monaco F. C. Mónaco | Total club    | Total club    | 120 | 2  | 6  | 14 | 1 | 0 | 29  | 0 | 2 | 163 | 3  | 4  |
| Manchester United F. C. Inglaterra | 1.ª           | 2005-06       | 11  | 0  | 0  | 3  | 0 | 0 | -   | - | - | 14  | 0  | 0  |
| Manchester United F. C. Inglaterra | 1.ª           | 2006-07       | 24  | 1  | 2  | 5  | 0 | 0 | 7   | 1 | 0 | 36  | 2  | 2  |
| Manchester United F. C. Inglaterra | 1.ª           | 2007-08       | 33  | 0  | 1  | 5  | 0 | 1 | 10  | 0 | 1 | 48  | 0  | 3  |
| Manchester United F. C. Inglaterra | 1.ª           | 2008-09       | 28  | 0  | 2  | 6  | 0 | 0 | 14  | 0 | 1 | 48  | 0  | 3  |
| Manchester United F. C. Inglaterra | 1.ª           | 2009-10       | 38  | 0  | 7  | 4  | 0 | 0 | 9   | 0 | 0 | 51  | 0  | 7  |
| Manchester United F. C. Inglaterra | 1.ª           | 2010-11       | 35  | 1  | 2  | 3  | 0 | 0 | 10  | 0 | 0 | 48  | 1  | 2  |
| Manchester United F. C. Inglaterra | 1.ª           | 2011-12       | 37  | 0  | 6  | 3  | 0 | 1 | 7   | 0 | 1 | 47  | 0  | 8  |
| Manchester United F. C. Inglaterra | 1.ª           | 2012-13       | 34  | 4  | 6  | 3  | 0 | 0 | 5   | 0 | 0 | 42  | 4  | 6  |
| Manchester United F. C. Inglaterra | 1.ª           | 2013-14       | 33  | 1  | 5  | 4  | 1 | 1 | 8   | 1 | 1 | 45  | 3  | 7  |
| Manchester United F. C. Inglaterra | Total club    | Total club    | 273 | 7  | 31 | 36 | 1 | 3 | 70  | 2 | 4 | 379 | 10 | 38 |
| Juventus F. C. · Italia | 1.ª           | 2014-15       | 21  | 1  | 2  | 3  | 0 | 1 | 10  | 0 | 1 | 34  | 1  | 4  |
| Juventus F. C. · Italia | 1.ª           | 2015-16       | 26  | 2  | 3  | 3  | 0 | 0 | 6   | 0 | 0 | 35  | 2  | 3  |
| Juventus F. C. · Italia | 1.ª           | 2016-17       | 6   | 0  | 0  | 1  | 0 | 0 | 6   | 0 | 0 | 13  | 0  | 0  |
| Juventus F. C. · Italia | Total club    | Total club    | 53  | 3  | 5  | 7  | 0 | 1 | 22  | 0 | 1 | 82  | 3  | 7  |
| Olympique de Marsella Francia | 1.ª           | 2016-17       | 11  | 1  | 0  | 1  | 0 | 0 | 0   | 0 | 0 | 12  | 1  | 0  |
| Olympique de Marsella Francia | 1.ª           | 2017-18       | 4   | 0  | 0  | -  | - | - | 5   | 0 | 0 | 9   | 0  | 0  |
| Olympique de Marsella Francia | Total club    | Total club    | 15  | 1  | 0  | 1  | 0 | 0 | 5   | 0 | 0 | 21  | 1  | 0  |
| West Ham United F. C. Inglaterra | 1.ª           | 2017-18       | 5   | 0  | 0  | 0  | 0 | 0 | 0   | 0 | 0 | 5   | 0  | 0  |
| West Ham United F. C. Inglaterra | Total club    | Total club    | 5   | 0  | 0  | 0  | 0 | 0 | -   | - | - | 5   | 0  | 0  |
| Total carrera | Total carrera | Total carrera | 533 | 16 | 34 | 67 | 5 | 4 | 126 | 2 | 5 | 722 | 23 | 43 |
| (1) Incluidos los datos de la Copa de Francia de Fútbol / Trophée champions; Copa de la Liga / Community Shield; Copa Italia / Supercopa de Italia (2) Incluidos los datos de la Europa League / Champions League / Supercopa de Europa |               |               |     |    |    |    |   |   |     |   |   |     |    |    |

### Selección nacional
| Selección | Año   | Amistoso | Amistoso | Clasificación | Clasificación | Mundial | Mundial | Eurocopa | Eurocopa | Total | Total |
| Selección | Año   | Part.    | Goles    | Part.         | Goles         | Part.   | Goles   | Part.    | Goles    | Part. | Goles |
| --------- | ----- | -------- | -------- | ------------- | ------------- | ------- | ------- | -------- | -------- | ----- | ----- |
| Francia   | 2004  | 2        | 0        | 3             | 0             | -       | -       | -        | -        | 5     | 0     |
| Francia   | 2005  | 0        | 0        | -             | -             | -       | -       | -        | -        | 0     | 0     |
| Francia   | 2006  | 1        | 0        | -             | -             | -       | -       | -        | -        | 1     | 0     |
| Francia   | 2007  | 2        | 0        | 1             | 0             | -       | -       | -        | -        | 3     | 0     |
| Francia   | 2008  | 4        | 0        | 2             | 0             | -       | -       | 2        | 0        | 8     | 0     |
| Francia   | 2009  | 1        | 0        | 8             | 0             | -       | -       | -        | -        | 9     | 0     |
| Francia   | 2010  | 4        | 0        | -             | -             | 2       | 0       | -        | -        | 6     | 0     |
| Francia   | 2011  | 2        | 0        | 5             | 0             | -       | -       | -        | -        | 7     | 0     |
| Francia   | 2012  | 4        | 0        | 3             | 0             | -       | -       | 1        | 0        | 8     | 0     |
| Francia   | 2013  | 2        | 0        | 5             | 0             | -       | -       | -        | -        | 7     | 0     |
| Francia   | 2014  | 6        | 0        | -             | -             | 4       | 0       | -        | -        | 10    | 0     |
| Francia   | 2015  | 5        | 0        | -             | -             | -       | -       | -        | -        | 5     | 0     |
| Total     | Total | 33       | 0        | 27            | 0             | 6       | 0       | 3        | 0        | 69    | 0     |

## Palmarés

### Campeonatos nacionales
| Título                        | Club               | País       | Año       |
| ----------------------------- | ------------------ | ---------- | --------- |
| Copa de la Liga de Francia    | A. S. Mónaco F. C. | Francia    | 2002-2003 |
| Copa de la Liga de Inglaterra | Manchester United  | Inglaterra | 2005-2006 |
| Premier League                | Manchester United  | Inglaterra | 2006-07   |
| Community Shield              | Manchester United  | Inglaterra | 2007      |
| Premier League                | Manchester United  | Inglaterra | 2007-08   |
| Community Shield              | Manchester United  | Inglaterra | 2008      |
| Premier League                | Manchester United  | Inglaterra | 2008-09   |
| Copa de la Liga de Inglaterra | Manchester United  | Inglaterra | 2008-09   |
| Copa de la Liga de Inglaterra | Manchester United  | Inglaterra | 2009-10   |
| Community Shield              | Manchester United  | Inglaterra | 2010      |
| Premier League                | Manchester United  | Inglaterra | 2010-11   |
| Community Shield              | Manchester United  | Inglaterra | 2011      |
| Premier League                | Manchester United  | Inglaterra | 2012-13   |
| Community Shield              | Manchester United  | Inglaterra | 2013      |
| Serie A                       | Juventus F. C.     | Italia     | 2014-15   |
| Copa Italia                   | Juventus F. C.     | Italia     | 2014-15   |
| Supercopa de Italia           | Juventus F. C.     | Italia     | 2015      |
| Serie A                       | Juventus F. C.     | Italia     | 2015-16   |
| Copa Italia                   | Juventus F. C.     | Italia     | 2015-16   |
| Serie A                       | Juventus F. C.     | Italia     | 2016-17   |
| Copa Italia                   | Juventus F. C.     | Italia     | 2016-17   |

### Copas internacionales
| Título                 | Club              | País  | Año     |
| ---------------------- | ----------------- | ----- | ------- |
| UEFA Champions League  | Manchester United | Rusia | 2007-08 |
| Copa Mundial de Clubes | Manchester United | Japón | 2008    |

### Distinciones individuales
| Distinción                             | Año     |
| -------------------------------------- | ------- |
| Equipo del Año de la Ligue 1           | 2003-04 |
| Futbolista Joven del Año de la Ligue 1 | 2003-04 |
| Equipo del Año de la PFA               | 2006-07 |
| Equipo del Año de la PFA               | 2008-09 |
| Equipo del Año de la PFA               | 2009-10 |
| FIFA/FIFPro World XI                   | 2009    |
| Equipo del año UEFA                    | 2009    |

## Vida personal
Sus dichos sobre la homosexualidad en el fútbol profesional han provocado revuelos mediáticos y controversias. En una entrevista al diario francés Le Parisien en 2022, confesó que fue abusado sexualmente por un maestro cuando tenía 13 años. Como consecuencia de ello, asegura haber desarrollado una masculinidad tóxica que pudo ir erradicando una vez que conoció a su esposa. Luego de un triunfo del Manchester United contra el Paris Saint-Germain, apareció en un video difundido por Snapchat gritando que los del Paris "son unos maricas", razón por la cual fue condenado por la justicia francesa en 2023 a pagar mil euros de multa por injurias y 1500 euros por daños y perjuicios a dos organizaciones de activismo LGBT de Francia, quienes presentaron una acción legal en su contra. Asimismo, aseveró que él tuvo colegas futbolistas que le confesaron su homosexualidad durante su carrera y que hay "al menos dos gais por club", pero a la vez expresó el temor y la preocupación que ellos tienen de que se sepa su orientación sexual, asegurando que "si se sabe que eres gay, [la carrera] se acaba".